# Hanny Veldkamp
Johanna Margaretha (Hanny) Veldkamp (Groningen, 9 maart 1899 – Amsterdam, 19 mei 1961) was een Nederlands stemlerares en logopedist.

## Leven
Zij was dochter van Aukje Baudina van der Leest en logopedist Klaas Veldkamp. Zelf trouwde ze in 1929 met Libbertus Jacobus Cornelis van Wouden, van wie ze in 1938 scheidde.
In 1919 slaagde ze voor haar examen bij het Nederlands Muziekpedagogisch Verbond. Ze studeerde aan de Universiteit Groningen Frans taal en letterkunde, logopedie en foniatrie. In 1921 behaalde ze haar Frans L.O. in Den Haag; in 1923 haalde ze haar kandidaatsexamen Romaansche taal en letterkunde (Frans). In 1926 studeerde ze erin af. In 1932 bracht ze haar "Academisch Proefschrift" uit Maurice de Guérin, proeve van een psychografie ter behaling van de doctorsgraad.
Haar ouders vestigden zich in de latere jaren in Amsterdam. Hanny Veldkamp was sinds 1938 jarenlang logopediste en docente aan De Toneelschool en vanaf 1942 aan het Conservatorium van Amsterdam. Ze had voorts zitting in het bestuur van de Nederlandse Vereniging voor Logopedie en Foniatrie. In 1950 was ze organisator was een internationaal congres betreffende logopedie in het Wilhelmina Gasthuis. Ook was ze betrokken bij filmkeuringen, zat ze in een aantal commissies voor cultureel en maatschappelijk werk en was toneelregisseuse bij het amateurtoneel. Samen met haar vader publiceerde ze De techniek van het spreken.
Hanny Veldkamp werd gecremeerd op Westerveld.

## Bijzonderheden
Na haar overlijden kon de Academie voor Theater en Dans/Amsterdamse Toneelschool uit haar legaat voortkomend uit haar publicaties een (Stichting) Hanny Veldkamp Fonds instellen (studiebeurzen).
Anton Pieck maakte in 1932 een ex libris met schip en bouwwerken voor haar; de reislustige dr. Hanny van Wouden-Veldkamp. Pieck kreeg er een eervolle vermelding voor bij een jaarlijkse tentoonstelling in Los Angeles.
Ze is te zien op Carel Blazers foto's van de verzetskolonie die tijdens de Tweede Wereldoorlog vanuit het doktershuis van Landsmeer actief was.